# Limousin
Limousin (oks. Lemosin) je bivša (1982. – 2015.) francuska regija, u središtu Francuske. Sastojala se od tri departmana: Corrèze, Creuse i Haute-Vienne.

## Povijest
Regija Limousin se sastoji od dvije povijesne francuske provincije: provincije Limousin i provincije Marche (mali dio provincije Marche se danas nalazi u regiji Centre.
Osim ovih dviju glavnih provincija, regija Limousin se sastoji i od manjih dijelova starih provincija, Angoumois, Poitou, Auvergne i Berry.

## Administracija
Na lokalnim izborima vlast je odnijela koalicija lijevih stranaka.
Raspored mjesta u regionalnom vjeću je sljedeći:
- PS : 19 vjećnika
- UMP : 10 vjećnika
- PCF : 6 vjećnika
- Les Verts : 3 vjećnika
- ADS : 2 vjećnika
- UDF : 2 vjećnika
- Mouvement écologiste : 1 vjećnik

## Politika
Limousin je politički smatran snažnim uporištem ljevice, sa sjedištem u Limogesu.

## Zemljopis
Regija Limousin je većinom visinsko područje. Najniže područje regije se nalazi na sjeverozapadu pokrajine (otprilike 250 m nadmorske visine), a najviše područje je na jugoistoku regije (otprilike 1000 m nadmorske visine). Najveći dio regije se nalazi iznad 350 metara.
U regiji se nalaze mnoge važne rijeke kao Dordogne, Vienne, Creuse i Cher.
Regija je poznata po kvalitetnim vodama, kao i po prvoklasnom ribarstvu.

## Gospodarstvo
Limousin je većinom poljoprivredna regija. Regije je poznata po prvoklasnom mesu, pogotovo govedini, Također ova regija je i veliki francuski drvni proizvođač.
U prošlosti je grad Limoges bio svjetski poznat po proizvodnji porculana. Danas postoji samo mali broj ovih tvornica.

## Stanovništvo
U kontinentalnoj Francuskoj, regija Limousin je najslabije naseljena regija Francuske. U cijeloj regiji živi manje ljudi nego u Marseilleu.
Stanovništvo ove regije stagnira i stari. Departman Creuse ima najstarije stanovništvo u Francuskoj. Nakon 1999. godine bilježi se blagi porast broja stanovnika.

## Kultura
Regionalni jezik regije je limousinski. To je jezik iz jezične obitelji Oc i sličan je okcitanskom. To je također i jezik prvih trubadura. Limousinski je bio glavni jezik regije do početka 20. stoljeća, kada je u velikom mahu uveden francuski. Tome je pogodovalo i ukidanje okcitanskog jezika u školama. Danas se jezikom svakodnevno služi većinom ruralno starije stanovništvo.

## Vanjske poveznice
- Službena stranica regije  Arhivirana inačica izvorne stranice od 1. travnja 2005. (Wayback Machine)
- Turistička stranica regije  Arhivirana inačica izvorne stranice od 7. ožujka 2018. (Wayback Machine)
- Stranica o umjetnosti u regiji

|  | Portal Francuske – Pristup člancima s tematikom o Francuskoj. |